# Erebus rupricapra
Erebus rupricapra là một loài bướm đêm trong họ Erebidae.